# Mall of the Emirates

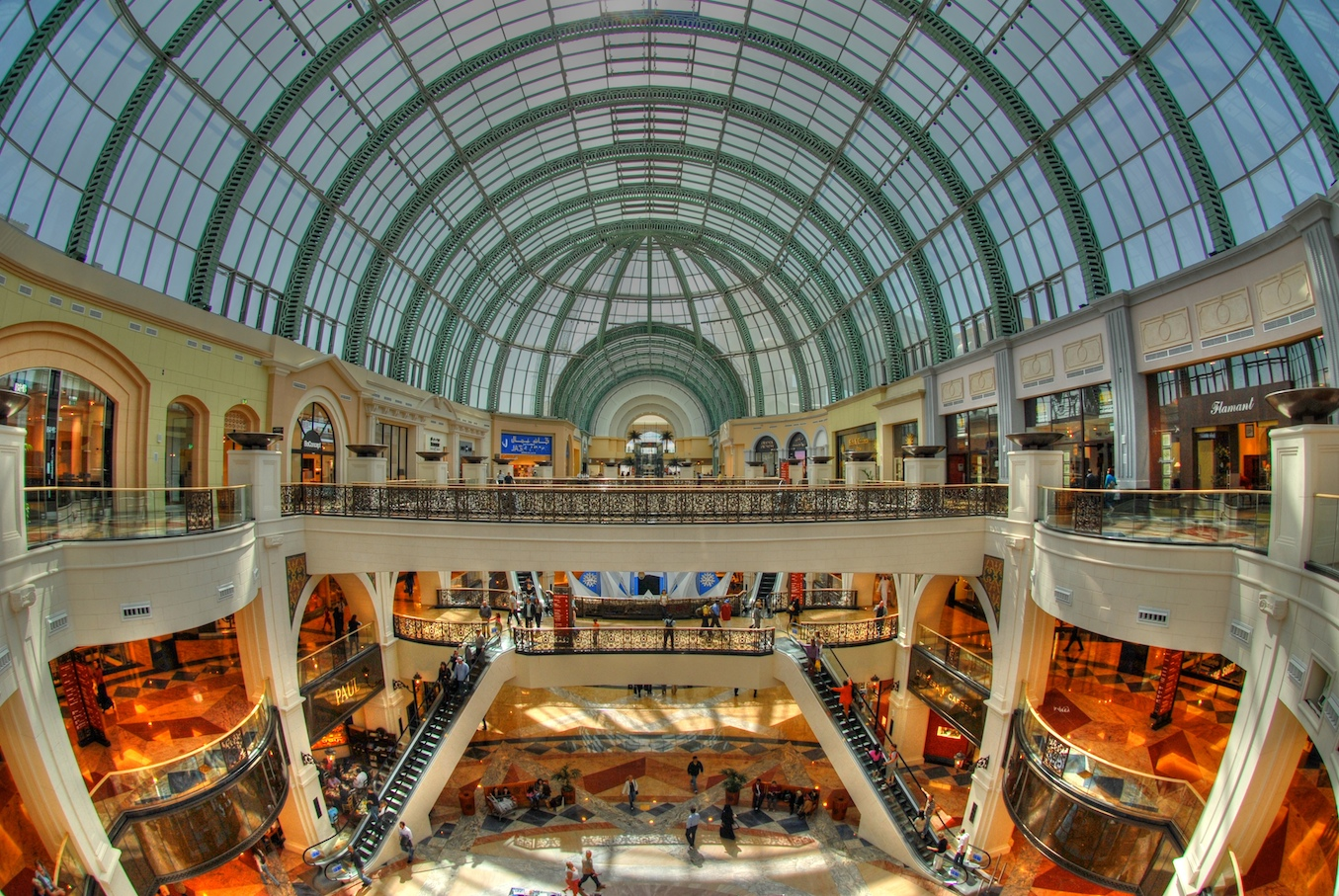
Fotografía del interior de una sección del mall

El Mall of the Emirates (El Mall de los Emiratos en español) es el segundo centro comercial más grande de Dubái, Emiratos Árabes Unidos, tan solo superado por el Dubai Mall (ahora están construyendo uno más grande: Mall of the World, que será el más grande del mundo). Con techos de cristal inmenso, está repleto de lujosos almacenes de venta al detalle que ofrecen gran variedad de productos. Hay una sucursal de Harvey Nichols y el diseñador Marc Jacobs abrió aquí su primer almacén en el Oriente Medio. Las joyerías y tiendas de lujo tienen un lugar predominante en la guía del centro comercial.
Además de alojar cines, un hipermercado Carrefour y un hotel, el centro comercial también alberga al Ski Dubai, una ladera de esquí bajo techo de 400 metros de longitud por 80 de anchura. El esquí, el "snowboarding" y el "tobogganing", son actividades que allí se pueden realizar, mientras la temperatura se mantiene en torno a -3°C, para el disfrute de los visitantes.
Actualmente es el segundo centro comercial más grande del Medio Oriente, siendo superado por el Dubai Mall que otorga el título al más grande del mundo. Mall of the Emirates contiene aproximadamente 2.4 millones de pies cuadrados de tiendas y todo el centro comercial forma un total de aproximadamente 6.5 millones de pie cuadrados. También ofrece lo mismo que un centro comercial común (14 salas de cines, un área de juegos, variedades de tiendas, y un dramático teatro). La mitad del centro comercial abrió en septiembre del 2005, después abrió oficialmente a mediados de noviembre, con la inauguración del "Sky area", del cual estuvo en operación por varias semanas antes. Este enorme centro comercial está localizado en Al Barsha, área de Dubái.

## Galería

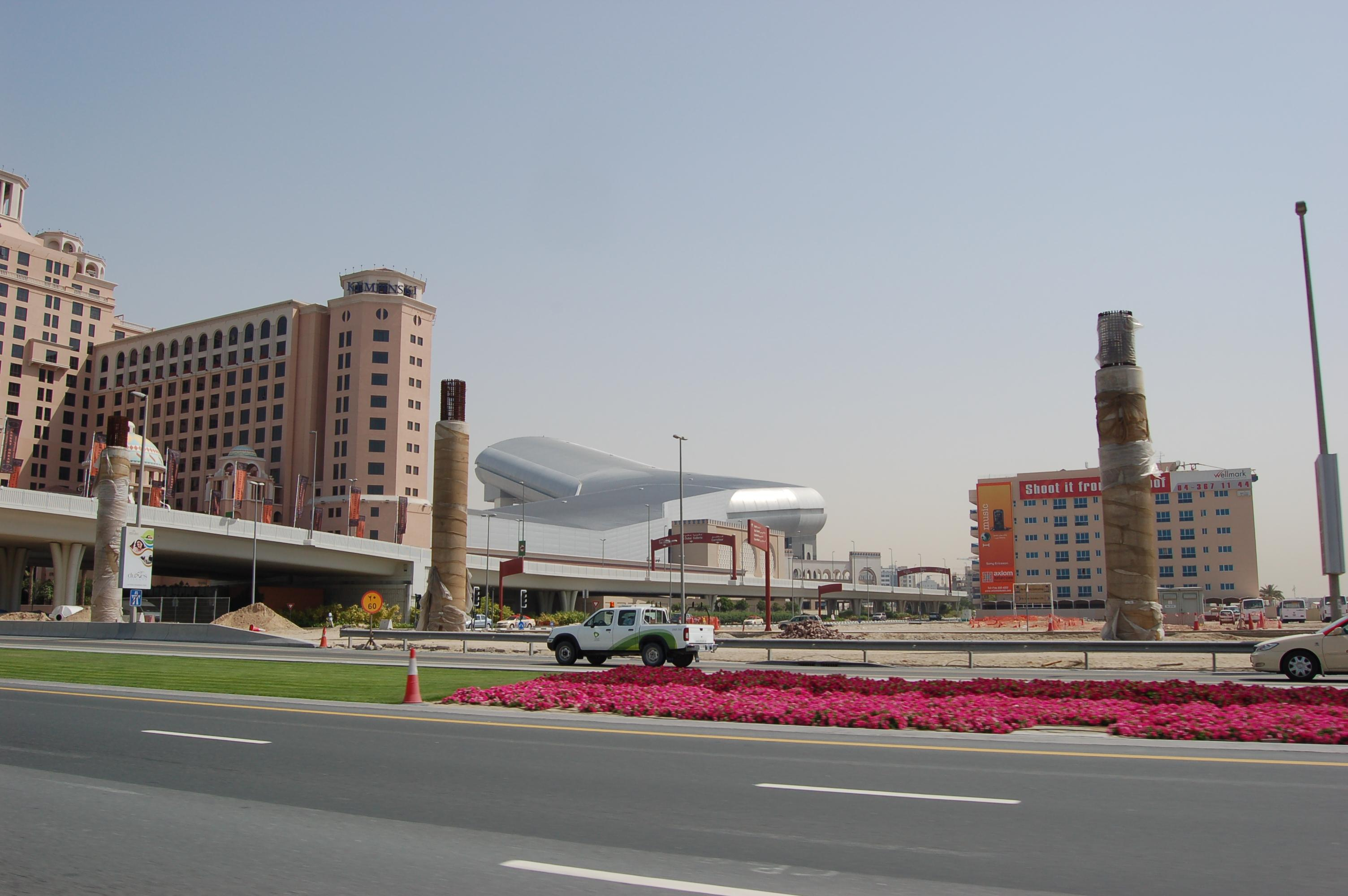
Vista de Dubai ski desde Sheikh Zayed Road
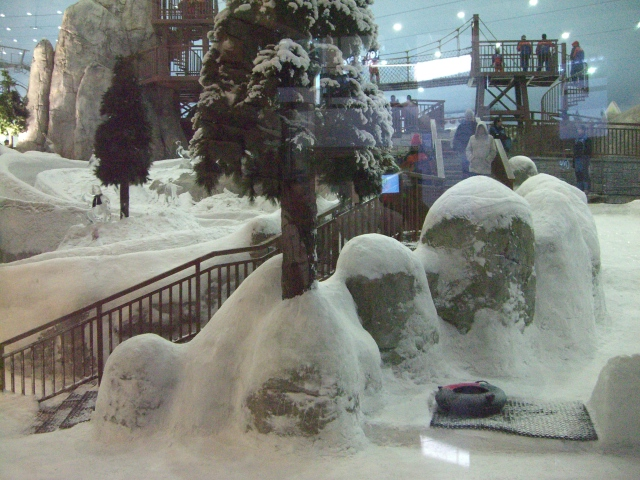
Dubai ski desde dentro del hipermercado

## Tiendas famosas
- Alfred Dunhill
- BCBG Max Azria
- Borders
- TLCZM
- Burberry
- Bvlgari
- Carolina Herrera
- Carrefour
- D&G
- Diesel S.p.A.
- DKNY
- Dolce & Gabbana
- Ermenegildo Zegna
- Emporio Armani
- Escada
- Gucci
- Hugo Boss
- Hugo Boss Orange
- Kenneth Cole
- Lacoste
- Louis Vuitton
- Mont Blanc
- Paul Smith
- Roberto Cavalli
- Salvatore Ferragamo
- Tiffany & Co.
- Versace
- Virgin Megastore
- Yves Saint Laurent

Zara